# Wilhelmina żagańska
Wilhelmina żagańska, niem. Katharina Friederike Wilhelmine Benigna von Kurland (ur. 8 lutego 1781 w Mitawie, zm. 29 listopada 1839 w Wiedniu) – księżna żagańska, właścicielka dóbr nachodzkich.
Wilhelmina była najstarszą córką księcia Kurlandii Piotra Birona i jego żony Doroty von Medem. Jej młodszymi siostrami były Paulina Hohenzollern-Hechingen, Joanna Acarenza oraz Dorota de Talleyrand-Périgord. Po śmierci ojca w 1800 Wilhelmina odziedziczyła księstwo żagańskie i dobra nachodzkie. W latach 1800–1839 zadbała o pałac żagański, który wchodził w skład jej księstwa, natomiast pałac w Ratibořicach w latach 1810–1812 poleciła przebudować w stylu empire. Dzięki temu w 1813 mogła odbyć się w nim narada koalicji antynapoleońskiej.

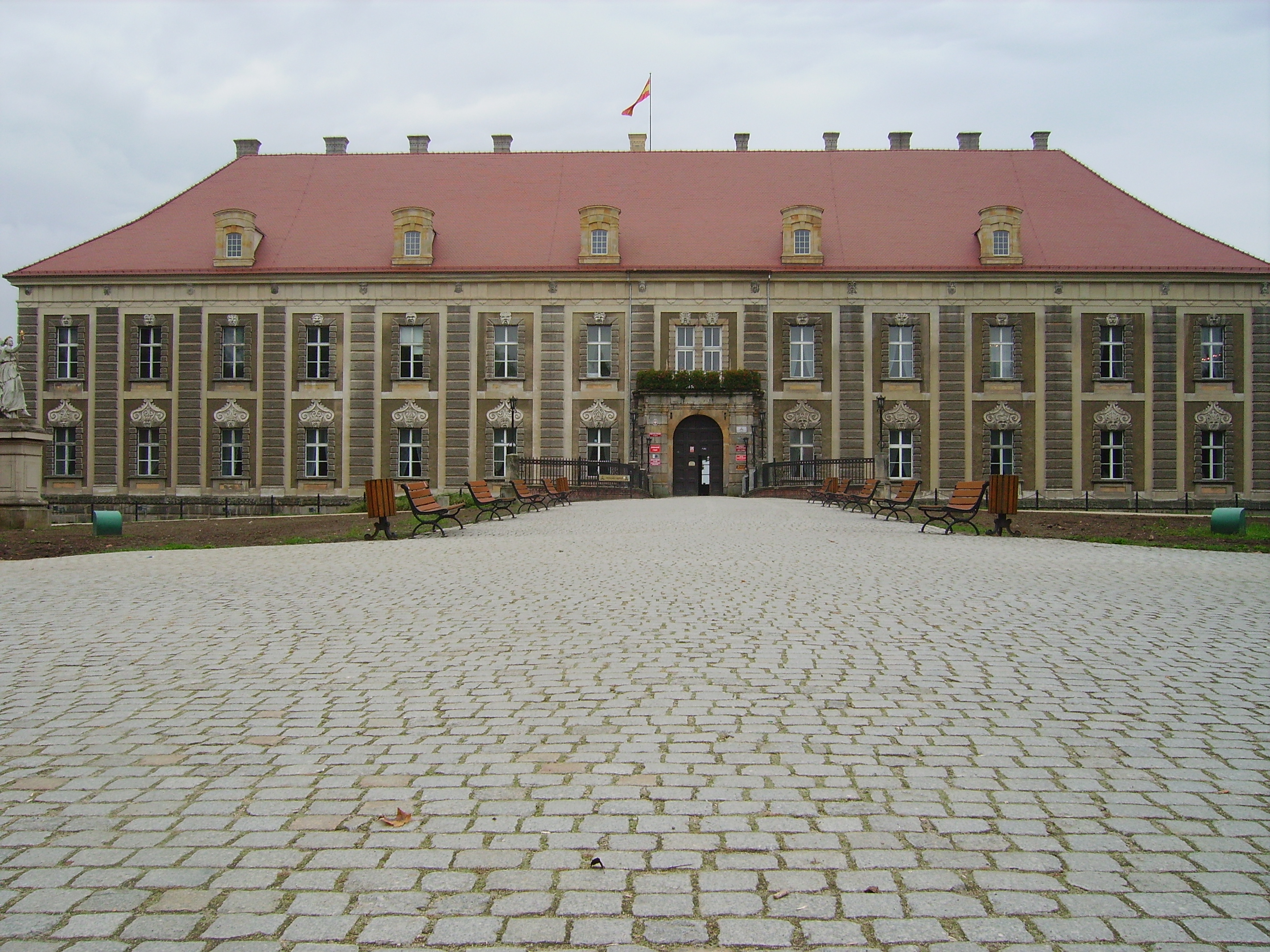
Pałac Książęcy w Żaganiu

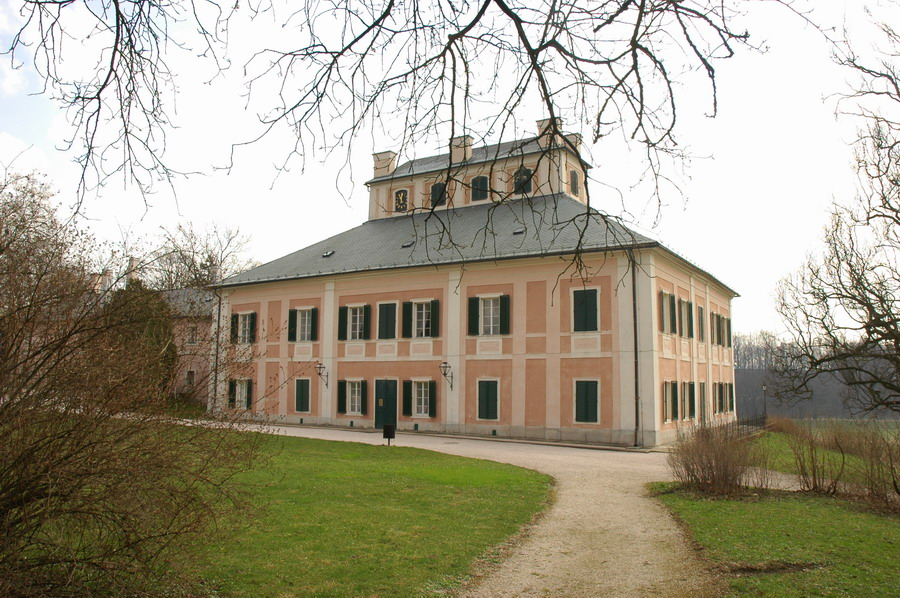
Pałac w Ratibořicach

Wilhelmina była młodą, inteligentną, elokwentną księżniczką. Zakochała się w swoim nauczycielu i kochanku matki, starszym o ponad dwadzieścia lat szwedzkim dyplomacie, baronie Gustawie Armfelcie (1757–1814), późniejszym gubernatorze Finlandii w służbie carskiej. Ten tajemny związek zaowocował ciążą. Aby zatuszować sprawę, Armfelt zaaranżował małżeństwo (23 lipca 1800) Wilhelminy z francuskim arystokratą-emigrantem księciem Julesem Armandem Louisem Rohan-Guéméné (1768–1836). Nieślubna córka Adelajda Gustawa Aspasia przyszła na świat 13 stycznia 1801 w Hamburgu. Poród przyjmowany skrycie przez niekompetentną położną był traumatycznym przeżyciem, w następstwie którego Wilhelmina straciła możliwość posiadania dalszego potomstwa. Dziecko zostało przekazane pod opiekę krewnych Armfelta, a księżniczka już nigdy go nie zobaczyła. Po czasie bardzo tego żałowała. W 1825 Adelajda Gustawa (zm. 18 maja 1881, Turku) poślubiła fińskiego hrabiego z rodu Armfelt Maunu Reino "Käsipuoli" (1801–1845) a ich potomkowie żyją do dzisiaj. Małżeństwo Wilhelminy zakończyło się rozwodem 7 marca 1805, gdy wyszedł na jaw romans pomiędzy jej mężem a siostrą Pauliną. 
Jej drugim mężem od 5 maja 1805 był książę Wasilij Siergiejewicz Trubecki (1776–1841). Trubecki jesienią 1805 postanowił o swojej karierze wojskowego, by stanąć do walki przeciw wojskom napoleońskim. Wziął udział w bitwie pod Austerlitz (2 grudnia 1805). Małżonkowie rozwiedli się po roku.    
Trzecim mężem Wilhelminy był w latach 1819–1828 hrabia Karl Rudolf von der Schulenburg-Vitzenburg (1778–1856). 
Wszystkie trzy małżeństwa były bezdzietne.

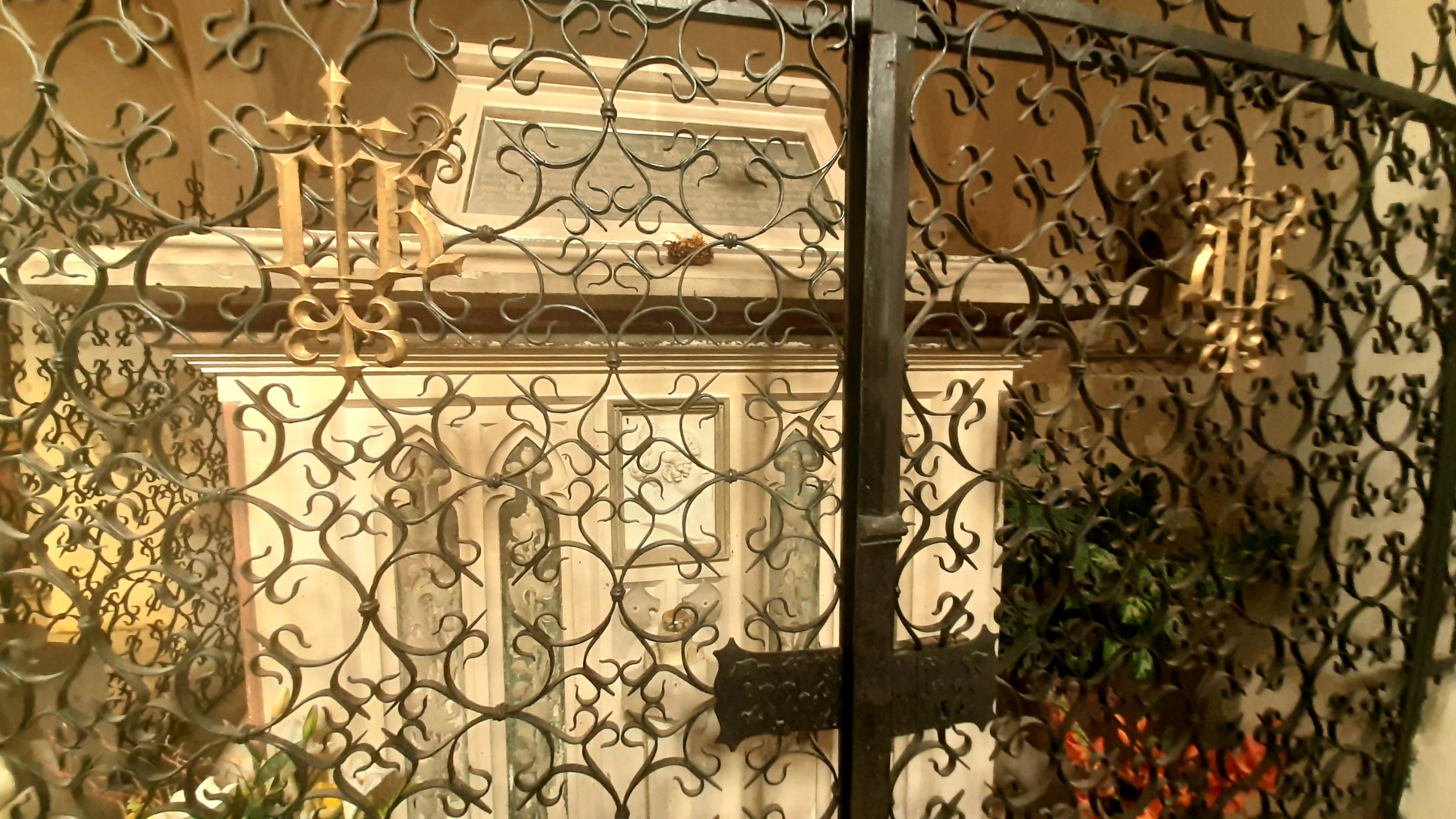
Grób księżnej w Mauzoleum Książąt Żagańskich

Wilhelmina spędzała życie w podróżach pomiędzy Wiedniem, Pragą, Ratibořicami i Żaganiem. Kilkakrotnie także przebywała we Włoszech, Anglii i Francji. W Wiedniu prowadziła salon. Jego bywalcem był austriacki kanclerz książę Klemens Lothar von Metternich, z którym nawiązała romans.
Wilhelmina została przedstawiona w powieści Babunia czeskiej pisarki Boženy Němcovej jako pani księżna.